# محمد العجمي
محمد فالح العبيّد العجمي ، نائب سابق في مجلس الأمة الكويتي.
شارك في انتخابات مجلس الأمة الكويتي 2006 في الدائرة الحادية والعشرون، وحصل على المركز الثالث برصيد 6172 صوت وخسر الانتخابات ، وشارك في انتخابات مجلس الأمة الكويتي 2008 في الدائرة الخامسة، وحصل على المركز الثالث برصيد 14546 صوت وفاز بالانتخابات.